# JEWELS 3rd RING
JEWELS 3rd RING（ジュエルス・サード・リング）は、日本の女子総合格闘技団体「JEWELS」の大会の一つ。2009年5月16日、東京都新宿区歌舞伎町の新宿FACEで開催された。

## 大会概要
シュートボクシングルールの試合が2試合行われ、石岡沙織がシュートボクシングに初挑戦し、判定勝ちを収めた。試合後のリング上で藤井惠に対戦要求し、藤井も受諾した。

## 試合結果

### オープニングファイト
オープニングファイト第1試合 JEWELSアマチュアルール -52kg契約 5分1R
○  MIYOKO vs.  鹿児島陽子 ×
1R 2:50 フロントチョーク
オープニングファイト第2試合 JEWELSアマチュアルール -54kg契約 5分1R
○  北村ヒロコ vs.  村田恵実 ×
1R 2:31 腕ひしぎ十字固め

### 本戦カード
第1試合 JEWELS公式ルール -60kg契約 5分2R
○  森藤美樹 vs.  まゆ ×
1R 0:16 KO（スタンドパンチ連打）
第2試合 JEWELS公式ルール -57kg契約 5分2R
○  アミバ vs.  小林華子 ×
2R終了 判定3-0
第3試合 JEWELS公式ルール 無差別契約 5分2R
○  及川千尋 vs.  HARUMI ×
1R 2:22 腕ひしぎ十字固め
第4試合 JEWELS公式ルール -54kg契約 5分2R
○  長野美香 vs.  深岬パトラ ×
1R 2:09 TS（腕ひしぎ十字固め）
第5試合 JEWELS公式ルール -58kg契約 5分2R
○  杉山しずか vs.  セリーナ ×
2R終了 判定3-0
第6試合 JEWELS公式ルール -48kg契約 5分2R
○  瀧本美咲 vs.  関友紀子 ×
1R 3:40 腕ひしぎ十字固め
第7試合 シュートボクシングルール -53.5kg契約 2分3R
○  AZUMA vs.  富田美里 ×
3R終了 判定2-1
第8試合 シュートボクシングルール -53.5kg契約 2分3R
○  石岡沙織 vs.  岡加奈子 ×
3R終了 判定3-0
第9試合 JEWELS公式ルール 無差別契約 5分2R
○  HIROKO vs.  シャノン・フーパー ×
2R終了 判定3-0